# Petermann budai bíró
Petermann (13 – 14. sz.): budai bíró (fl 1300, 1302–07). „Kárász” mellékneve után ítélve magyar nemzetiségű lehetett.
Az Árpád-ház kihalása után a trónkövetelők közül Vencel pártjára állt. A Kronika Zbraslavská szerint részt vett abban a főúri delegációban, amely 1301 nyarán királynak kérte fel Vencelt. Ezután Budát tették Vencel székvárosává. A Képes Krónika szerint ezután Vencel fogságba vetette Werner fia László budai bírót, és Petermannt nevezte ki a helyére.
1302 májusában az országból távozni készülő Boccasini Miklós egyházi tilalom (interdictum) alá helyezte a Vencel-párti budaiakat. Válaszul a budaiak Petermann bíró és Tót Márton esküdt kezdeményezésére egy bizonyos Lajos pap vezetésével megszegték a tilalmat, kiszolgáltatták a szentségeket. Kiközösítették a pápát, valamint a Károly Róbert pártján levő magyar érsekeket és püspököket. Ez év szeptemberében Károly Róbert kisebb hadával felvonult Buda alá, de nem engedték be a városba. Bosszúból feldúlta a város körüli szőlőket, majd Kőszegi Iván fellépésére visszavonult a Délvidékre.
1307-ben a Vencel fogságából kiszabadult Werner fia László Csák nembeli János támogatásával visszafoglalta és Károly Róbert hűségére térítette Budát. Ellenfeleit megfutamította, megölte, illetve megkínozta; birtokaikat elkobozta. Megbüntette a pápát kiközösítő „hitszegő” papokat is. László bíró elől Petermann elmenekült; további sorsáról nem tudunk.